# 黄天蕩駅
黄天蕩駅（こうてんとうえき）は中華人民共和国江蘇省南京市棲霞区にある、2026年開業する予定の南京地下鉄S5号線の駅である。

## 駅名
事業着手当初は南京地下鉄集団は「靖安駅」の仮称を用いており、2024年6月6日に「黄天蕩」を駅名として第一次公示され、2024年7月4日に「黄天蕩駅」を駅名として第二次公示され、2024年8月1日に駅名が「黄天蕩駅」に決定したことが発表された。

## 駅構造

### のりば
| 番線 | 路線             | 行先              | 行先          |
| ---- | ---------------- | ----------------- | ------------- |
|      | 南京地下鉄S5号線 | 摂山・仙林湖 方面 | 仙林湖 行き   |
|      | 南京地下鉄S5号線 | 万年路 方面       | 揚州西駅 行き |

## 駅周辺
- 中国史上屈指の水戦黄天蕩の戦いの古代戦場。

## 隣の駅
南京地下鉄
■ S5号線
靖安駅 - 黄天蕩駅 - 万年路駅